# Filmworks XXIII: El General
Filmworks XXIII: El General, es la banda sonora compuesta por el compositor estadounidense John Zorn para el documental El General de Natalia Almada sobre la vida del político mexicano Plutarco Elías Calles, general de la revolución mexicana, favorito de su antecesor el general manco Álvaro Obregón. Bajo su presidencia  continúa la consolidación del nuevo Estado, en particular con la fundación del Partido Revolucionario Nacional , que devendría el Partido Revolucionario Institucional, el famoso PRI o el partido en el gobierno, con excepción del reciente interludio 2000-2012.
Se trata del vigésimo tercer álbum de la serie de bandas sonoras Filmworks del artista.
A John Zorn le interesó, en particular, la catástrofe humana resultado de la implementación de leyes laicas, llevada a cabo por el general Plutarco Elías Calles y que muy pronto culminan con el cierre de las iglesias en México (1926-1928) y la suspensión del culto. Esta situación chocaba con las necesidades de una población apabullantemente creyente, y lleva a levantamientos armados en el centro del país, conocidos como guerra cristera. 
En efecto, el álbum abre con la pista Los cristeros, mientras que el tema de la violencia y la guerra se reencuentran en las pistas 3 y 10 de Besos de sangre, haciendo probablemente también alusión al asesinato de Álvaro Obregón por un cristero mientras comía en un restaurante en el sur de la Ciudad de México.

## Pistas
Compuestas, dirigidas y producidas por John Zorn.
| pista | título                       | duración |
| ----- | ---------------------------- | -------- |
| 1     | Los cristeros                | 4:26     |
| 2     | El General                   | 4:56     |
| 3     | Besos de sangre              | 7:25     |
| 4     | Maximato                     | 2:51     |
| 5     | Soviet México                | 3:42     |
| 6     | Lágrimas para ti             | 2:58     |
| 7     | Mala suerte                  | 5:44     |
| 8     | Exilio                       | 3:21     |
| 9     | Recuerdos                    | 2:58     |
| 10    | Besos de sangre (piano trío) | 5:45     |
| 11    | Exactamente eso              | 5:29     |

## Miembros
- Rob Burger - piano, acordeón
- Greg Cohen - bajo
- Marc Ribot - guitarra eléctrica, guitarra acústica
- Kenny Wollesen - batería, vibráfono, marimba

- Datos: Q3072193